# Hanny Thalmann

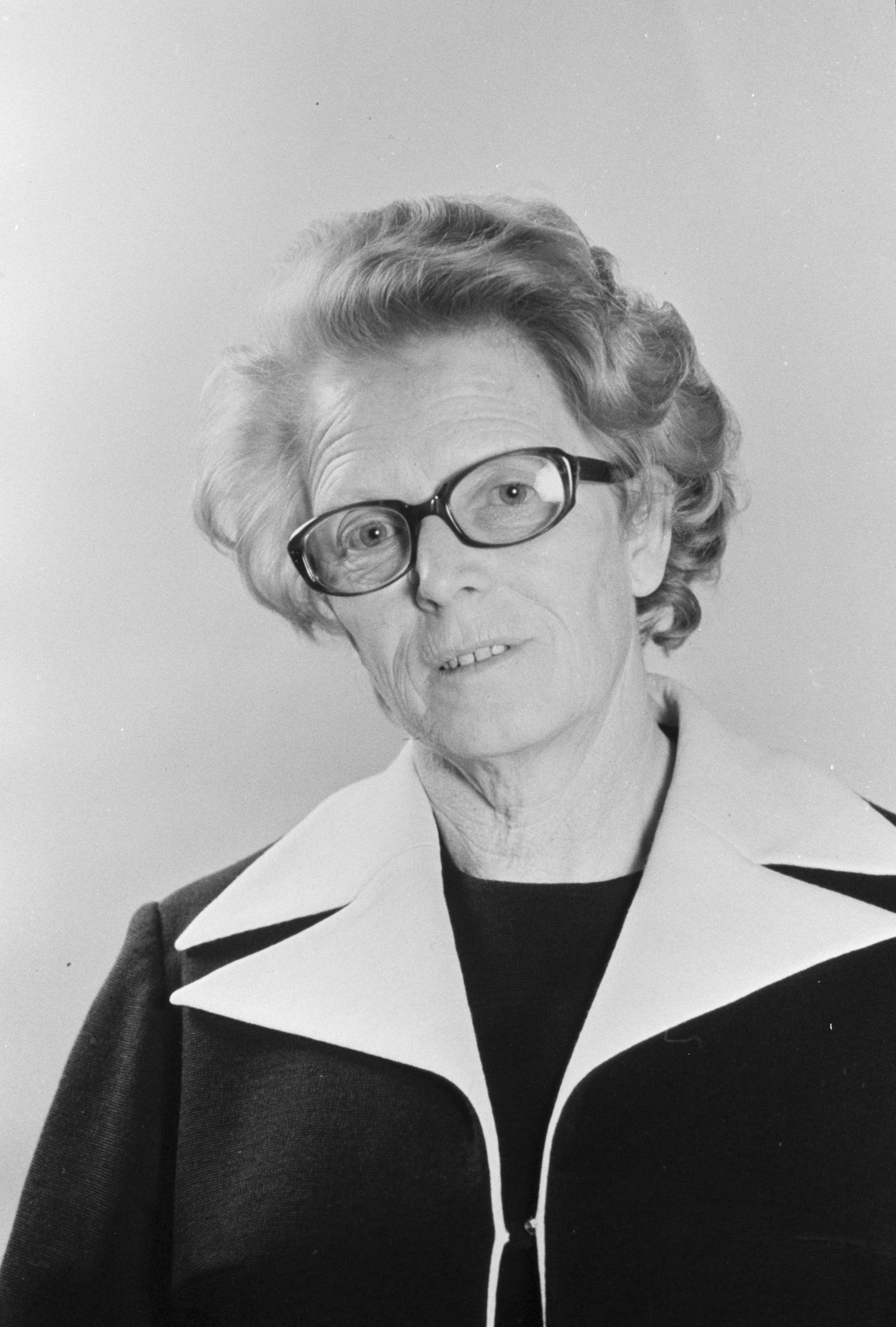
Nationalrätin Hanny Thalmann (1971)

Johanna Hermina «Hanny» Thalmann (* 26. Juli 1912 in Gossau SG; † 11. Mai 2000 in St. Gallen) war eine Schweizer Politikerin (CVP) und eine der ersten Frauen, die nach Einführung des Frauenstimmrechts 1971 in den Nationalrat gewählt wurden.

## Leben

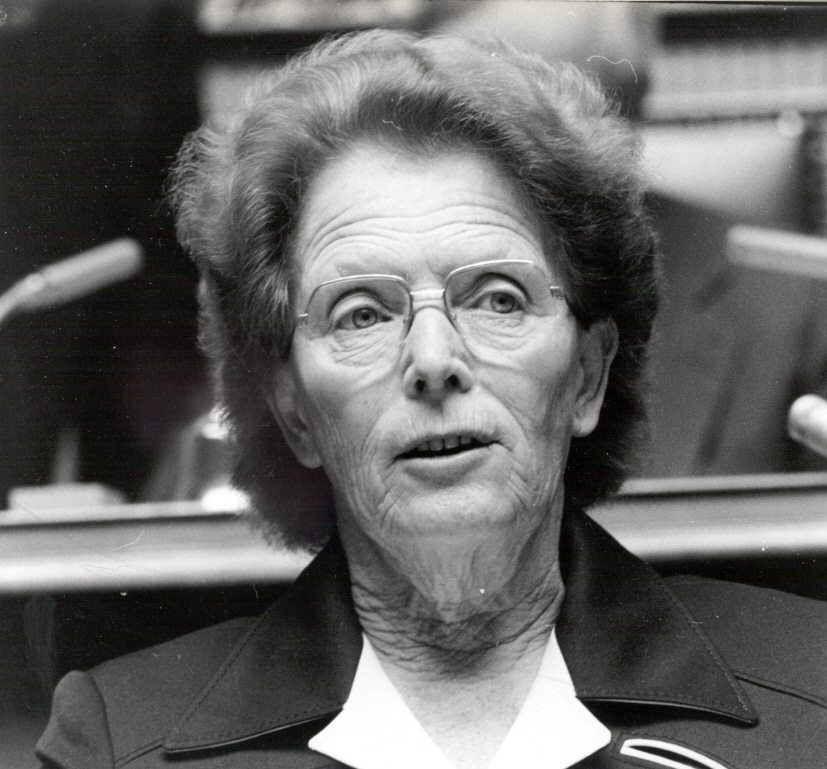
Hanny Thalmann (1986)

Hanny Thalmann war die Tochter des Johann, eines Reallehrers, und der Hermina geborene Senti. Nach einer kaufmännischen Lehre in Walenstadt besuchte sie die Handelsschule im Lehrinstitut Menzingen, einer von katholischen Nonnen geführten Institution, und studierte 1931–1937 an der Handels-Hochschule St. Gallen. Bedingt durch eine Lungenkrankheit, verzögerte sich ihr Studium um mehrere Semester, und sie musste für die Zeit vom Sommersemester 1932 bis zum Sommersemester 1933 beurlaubt werden. Im Wintersemester 1936/37 erfolgte eine weitere, diesmal praxisbedingte Beurlaubung vom Studium: Während eines Jahres nutzte sie die Möglichkeit, sich in der Sparkasse der Administration, Filiale Wil, praktisch ins Bankwesen einzuarbeiten. Sie erlangte ein Handelslehrerdiplom und als erste Frau an der Handels-Hochschule St. Gallen 1943 den Titel Dr. oec. (zweite Promotion der Hochschule überhaupt). 1945–1974 war sie als Handelslehrerin an der Berufsschule für Detailhandel in St. Gallen und ab 1958 als Rektorin tätig. 1950–1981 war sie Vorstandsmitglied der Frauenzentrale des Kantons St. Gallen und 1954–1988 Mitglied des Kantonalvorstands des Katholischen Frauenbundes St. Gallen-Appenzell. Durch ihre Vorträge verstand Thalmann es, Frauen für aktuelle Themen wie das Frauenstimmrecht zu interessieren.
Als erste Frau gehörte sie 1968–1983 dem Erziehungsrat des Kantons St. Gallen an und vom 29. November 1971 bis 25. November 1979 als erste St. Gallerin dem Nationalrat, wo ihre Schwerpunkte Bildungs- und Sozialfragen waren. Thalmann prägte 1975–1978 das neue Berufsbildungsgesetz von 1978 mit und engagierte sich für eine Mutterschaftsversicherung. Sie erwarb sich im Kanton Verdienste um die Berufs- und Weiterbildung der Frauen.
Hanny Thalmann war ledig.

## Publikationen (Auswahl)
- Die Industrie im Sarganserland. Entstehung, Entwicklung und Auswirkung mit Berücksichtigung des Standortes.  Dissertation Wirtschaftswissenschaften, Handels-Hochschule St. Gallen 1943.
- Berufskunde. Lehrmittel der Berufsschulen für Verkauf. Gossau 1965, 6. Auflage.